# Bokhandlerprisen
Bokhandlerprisen er en norsk litteraturpris som blev etableret i 1948, og som har vært uddelt hvert år siden 1981. Prisen gives af Den norske Bokhandlerforening efter afstemning blandt alle som arbejder i norsk boghandel. Prisen tildeles forfatteren af en af årets bøger indenfor kategorierne skønlitteratur / generel litteratur, inklusive børne- og ungdomsbøger. Den består af bronzestatuetten "Takk for boken", udført af Nils Aas.
Prisen regnes blandt de mest centrale og prestigefyldt litteraturpriser i Norge. Samtidig bliver den "betraktet som en folkepris; den fokuserer på bøker som blir solgt og sannsynligvis lest. For eksempel kan en kriminalroman gjerne få Bokhandlerprisen, mens den er utenkelig som kandidat til Brageprisen (bortsett fra det ene året sjangeren ble valgt som åpen klasse, i år 2000). Bokhandlerprisen er på sin side aldri blitt gitt til en lyriker."
Prisen blev ikke uddelt i perioderne 1949–1960 og 1970–1980. Frem til 1980 var prisen kendt som Takk for boken-prisen. I 1998 blev reglerne ændret således at Bokhandlerprisen også kan uddeles til forfattere som har fået prisen tidligere. Eeter denne vedtægtsændring har fem personer fået prisen to gangr: Lars Saabye Christensen, Erik Fosnes Hansen, Per Petterson, Jo Nesbø og Roy Jacobsen. Tidligere havde Kristian Kristiansen fået prisen to gange i 1960'erne. Fra 2008 startede man med nomination til Bokhandlerprisen hvor de 10 bøger som får flest boghandlerstemmer i første runde går videre til sidste og afgørende runde.

## Modtagere
- 1948 – Sigurd Hoel, for Møte ved milepelen
- 1961 – Kristian Kristiansen, for Jomfru Lide
- 1962 – Vera Henriksen, for Sølvhammeren
- 1963 – Terje Stigen, for Kjærlighet
- 1964 – Elisabeth Dored, for Den fønikiske trappen
- 1965 – Johan Borgen, for Blåtind[3]
- 1966 – Ebba Haslund, for Det trange hjerte
- 1967 – Kristian Kristiansen, for Klokken på kalvskinnet, og Tarjei Vesaas, for Bruene
- 1968 – Odd Eidem, for Zikzak, og Hans Heiberg, for ... født til kunstner
- 1969 – Finn Alnæs, for Gemini, og Richard Herrmann, for Paradisveien: En gate i London

- 1981 – Leif B. Lillegaard, for Mor
- 1982 – Anne Karin Elstad, for Senere, Lena
- 1983 – Herbjørg Wassmo, for Det stumme rommet
- 1984 – Torill Thorstad Hauger, for Krestiane Kristiania
- 1985 – Jo Benkow, for Fra synagogen til Løvebakken
- 1986 – Anne-Cath. Vestly, for Mormor og de åtte ungene på sykkeltur i Danmark
- 1987 – Fredrik Skagen, for Purpurhjertene
- 1988 – Bjørg Vik, for Store nøkler, små rom
- 1989 – Gunnar Staalesen, for Falne engler
- 1990 – Lars Saabye Christensen, for Bly
- 1991 – Roy Jacobsen, for Seierherrene
- 1992 – Karsten Alnæs, for Trollbyen
- 1993 – Jostein Gaarder, for I et speil, i en gåte
- 1994 – Klaus Hagerup, for Markus og Diana og lyset fra Sirius
- 1995 – Anne Holt, for Demonens død
- 1996 – Ingvar Ambjørnsen, for Brødre i blodet
- 1997 – Karin Fossum, for Den som frykter ulven
- 1998 – Erik Fosnes Hansen, for Beretninger om beskyttelse
- 1999 – Erlend Loe, for L
- 2000 – Jo Nesbø, for Rødstrupe
- 2001 – Lars Saabye Christensen, for Halvbroren
- 2002 – Åsne Seierstad, for Bokhandleren i Kabul
- 2003 – Per Petterson, for Ut og stjæle hester
- 2004 – Levi Henriksen, for Snø vil falle over snø som har falt
- 2005 – Anne B. Ragde, for Eremittkrepsene
- 2006 – Erik Fosnes Hansen, for Løvekvinnen[4]
- 2007 – Jo Nesbø, for Snømannen
- 2008 – Tore Renberg, for Charlotte Isabel Hansen
- 2009 – Roy Jacobsen, for Vidunderbarn
- 2010 – Jan-Erik Fjell, for Tysteren
- 2011 – Jørn Lier Horst, for Vinterstengt[5]
- 2012 – Per Petterson, for Jeg nekter[6]
- 2013 – Cecilie Enger, for Mors gaver
- 2014 – Lars Mytting for Svøm med dem som drukner[7]
- 2015 – Maja Lunde, for Bienes historie[8]
- 2016 – Vigdis Hjorth, for Arv og Miljø[9]
- 2017 – Helga Flatland, for En moderne familie[10]
- 2018 – Simon Stranger, for Leksikon om lys og mørke[11]
- 2019 – Lisa Aisato for Livet – illustrert[12]
- 2020 – Tore Renberg, for Tollak til Ingeborg
- 2021 – Abid Raja, for Min skyld[13]
- 2022 – Zeshan Shakar, for De kaller meg ulven[14]